# Enn Sellik
Enn Sellik, né le 10 décembre 1954 à Iisaku, est un athlète estonien ayant représenté l'Union soviétique, spécialiste du fond et du cross-country.

## Biographie

### Palmarès
| Date | Compétition                            | Lieu       | Résultat | Épreuve     | Performance    |
| ---- | -------------------------------------- | ---------- | -------- | ----------- | -------------- |
| 1973 | Championnats d'Europe juniors          | Duisbourg  | 2e       | 5 000 m     | 14 min 11 s 8  |
| 1975 | Coupe d'Europe des nations             | Nice       | 2e       | 5 000 m     | 13 min 42 s 8  |
| 1976 | Championnats du monde de cross-country | Chepstow   | 6e       | Individuel  | 35 min 17 s    |
| 1976 | Jeux olympiques                        | Montréal   | 11e      | 5 000 m     | 13 min 36 s 72 |
| 1977 | Championnats du monde de cross-country | Düsseldorf | 10e      | Individuel  | 38 min 15 s    |
| 1977 | Championnats du monde de cross-country | Düsseldorf | 3e       | Par équipes | 144 pts        |
| 1977 | Coupe d'Europe des nations             | Helsinki   | 2e       | 5 000 m     | 13 min 29 s 20 |
| 1977 | Universiade                            | Sofia      | 1er      | 5 000 m     | 13 min 44 s 6  |
| 1978 | Championnats du monde de cross-country | Glasgow    | 9e       | Individuel  | 40 min 00 s    |
| 1978 | Championnats d'Europe                  | Prague     | 8e       | 5 000 m     | 13 min 35 s 8  |
| 1978 | Championnats d'Europe                  | Prague     | 8e       | 10 000 m    | 27 min 40 s 61 |
| 1979 | Championnats du monde de cross-country | Limerick   | 38e      | Individuel  | 38 min 47 s    |
| 1979 | Championnats du monde de cross-country | Limerick   | 3e       | Par équipes | 210 pts        |
| 1980 | Championnats du monde de cross-country | Paris      | 33e      | Individuel  | 38 min 06 s 2  |
| 1980 | Jeux olympiques                        | Moscou     | 8e       | 10 000 m    | 28 min 13 s 72 |
| 1982 | Championnats du monde de cross-country | Rome       | 45e      | Individuel  | 35 min 05 s 4  |
| 1982 | Championnats du monde de cross-country | Rome       | 3e       | Par équipes | 257 pts        |

#### National
- 2 titres de champion d'URSS au 10 000 m (1975, 1976)[1]

### Records
| Épreuve       | Performance         | Lieu    | Date         |
| ------------- | ------------------- | ------- | ------------ |
| 5 000 mètres  | 13 min 17 s 2 (RN)  | Podolsk | 28 juin 1976 |
| 10 000 mètres | 27 min 40 s 61 (RN) | Prague  | 29 août 1978 |